# Природно-заповідний фонд Голосіївського району
Приро́дно-запові́дний фонд Голосі́ївського райо́ну — об'єкти природно-заповідного фонду в межах Голосіївського району міста Києва. Район розташований на півдні правого берега Дніпра та займає перше місце серед усіх районів по площі 15635 га (18,44% від загальної площі міста). 
Район містить ЛПГ «Конча-Заспа» з трьома лісництвами: Конча-Заспівське, Дачне та Голосіївське, загальною площею 4889 га, а також парки в межах забудови площею 1118,78 га. 
Разом площа зелених зон становить 6007,78 га, що займає 38,42% від площі району та 15,13% від площі усіх зелених зон. 
Природно-заповідний фонд Голосіївського району складається з 38 об'єктів площею 10867,42 га, але оскільки 5 об'єктів входить до НПП «Голосіївський», то площа природно-заповідного фонду Голосіївського району займає 5582,45 га. За кількістю переважають пам'ятки природи, а за площею — національний природний парк. Також 19 островів Голосіївського району входить до складу РЛП «Дніпровські острови».

Природно-заповідний фонд району займає 35,70% від площі всього природно-заповідного фонду м. Києва, що є найбільшим показником серед усіх районів міста.

## Території ПЗФ Голосіївського району
1. Національний природний парк «Голосіївський»
2. Регіональний ландшафтний парк «Лиса Гора»
3. Регіональний ландшафтний парк «Дніпровські острови»
4. Лісники
5. Жуків острів
6. Ботанічний сад НУБіП
7. Голосіївський парк імені Максима Рильського
8. Голосіївський ліс
9. Дачне
10. Острови Козачий та Ольжин
11. Лівий берег оз. Конча
12. Природний об'єкт цілини
13. Верхнє озеро-ставок з Китаївського каскаду
14. Природне русло р. Либідь

## Об'єкти ПЗФ Голосіївського району
1. Дуби — Голосіївські велетні
2. Дуб Петра Могили
3. Самбурські дуби
4. Віковий каштан
5. Віковий дуб
6. Вікові дерева софори японської
7. Вікові дуби
8. Вікові дерева дуба
9. Група вікових дерев дуба
10. Алея вікових дубів
11. Дуб Грюневальда — національне дерево України, єдине в Києві, що має такий статус.
12. Чарівні дуби
13. Метасеквойя
14. Дуб Січових стрільців
15. Дуби генерала Тарнавського
16. Дуби Петра Могили
17. Дуб Кирпоноса
18. Дуб Якуніна
19. Дуби Рильського
20. Дуб Вєтрова
21. Велика липа Сироти
22. Ясен Феофіла
23. Дуб ополченський
24. Груша Іващенко
25. Дуб на Синій воді
26. Голосіївські метасеквойї
27. Дуб-Відун
28. Дуб Тотлебена
29. Святе цілюще джерело
30. Два водних джерела
31. Дуби Екзюпері
32. Дуб Вітовта
33. Дуби Слави